# روبرتو پایان
روبرتو پایان (انگلیسی: Roberto Payán) نام شهری در کشور کلمبیا است.